# بهشت ممنوعه
بهشت ممنوعه (انگلیسی: Forbidden Paradise) فیلمی آمریکایی در سبک زندگینامه‌ای و درام به کارگردانی ارنست لوبیچ است که در سال ۱۹۲۴ منتشر شد.

## بازیگران
- پولا نگری
- رود لا رک
- آدولف منژو
- پالین استارک
- کلارک گیبل
- لئو وایت